# دوک گو-بین در حال بروزرسانی است
دوک گو-بین در حال بروزرسانی است (کره‌ای: 독고빈은 업뎃중) مجموعه اینترنتی ساخت کره جنوبی است که از ۲۹ اوت ۲۰۲۰ تا ۴ اکتبر ۲۰۲۰ پخش شد. دوستی بین ها دوک-هو و دوک گو-بین، یک ربات هوش مصنوعی که در انجام هر کاری عالی است. از بازیگران این سریال می‌توان به کیم این-سونگ، کیم نو-ری و کیم هی-یونگ اشاره کرد.